# Jeremy Saulnier
Jeremy Saulnier (Alexandria, Virginia; 1976) es un director de cine y guionista estadounidense.

## Carrera
En 2007 estrenó su cinta debut, Murder Party, la cual dirigió y escribió. La película fue protagonizada por su amigo de infancia, el actor y escritor Macon Blair. En 2013 dirigió Blue Ruin, cinta que logró aclamación de la crítica. Cuenta con un 96% de porcentaje aprobatorio en la página Rotten Tomatoes y con un puntaje de 77 sobre 100 en Metacritic. Por la película fue nominado a un Premio John Cassavetes en 2015.
En 2015 dirigió su tercera película, Green Room, cinta de terror protagonizada por Anton Yelchin, Imogen Poots y Patrick Stewart. Su cuarta película fue Hold the Dark, estrenada en la plataforma Netflix en septiembre de 2018.

## Filmografía
- Murder Party (2007)
- Blue Ruin (2013)
- Green Room (2015)
- Hold the Dark (2018)
- Rebel Ridge (2024)

## Premios y distinciones
Festival Internacional de Cine de Cannes
| Año  | Categoría        | Película  | Resultado |
| ---- | ---------------- | --------- | --------- |
| 2013 | Premios FIPRESCI | Blue Ruin | Ganador   |